# Chloe O'Brian
Pour les articles homonymes, voir O'Brian.
Chloe O'Brian est un personnage de la série 24 heures chrono, joué par Mary Lynn Rajskub. Avec la saison 9, elle totalise 137 apparitions dans la série, ce qui la place en deuxième position des personnages les plus importants après Jack Bauer et avant Tony Almeida.

## Apparition dans24 heures chrono
- Saison 3 : tous les épisodes en guest star ;
- Saison 4 : épisodes 1 à 5 puis 14 à 24 ;
- Saison 5 : tous les épisodes ;
- Saison 6 : tous les épisodes ;
- Saison 7 : épisodes 3 à 7, 9 à 11 puis 20 à 24 ;
- Saison 8 : tous les épisodes.
- Saison 9 : tous les épisodes.

## Caractéristiques
Chloe O'Brian est un personnage important de la série 24 heures chrono, tout comme Jack Bauer, Tony Almeida, David Palmer et Michelle Dessler.
Ne se départissant pas de son air renfrogné, même en présence de son amoureux, sujette à des sautes d'humeur qu'on lui reproche régulièrement, Chloe est la grande spécialiste en informatique dont la cellule anti-terroriste ne peut se passer. Perpétuellement devant son ordinateur pour déjouer les pièges informatiques que lui envoient les terroristes de tout poil, elle est parfois obligée d'aller sur le terrain sans grand plaisir, et doit même tuer un homme dans la saison 4 pour se défendre.
Dans la saison 5, elle est traquée par ceux qui ont assassiné le président Palmer, et aidera Jack Bauer dans son enquête, au risque d'être arrêtée par la police et emprisonnée dans la cellule anti-terroriste. À la fin de la saison 5, elle sera tout de même félicitée par son chef pour son « bon boulot ».
Dans la saison 8, elle sera amenée à diriger la cellule anti-terroriste.

### Autres informations
Pour le final de la 18e saison des Simpson, les téléspectateurs américains auront droit à un épisode spécial 24, intitulé 24 Minutes. Kiefer Sutherland (Jack Bauer) et Mary Lynn Rajskub (Chloe O'Brian) prêtent leur voix à leurs personnages qui devront aider Bart et Lisa, agents de la Counter Truancy Unit (CTU), à empêcher l'utilisation d'une bombe puante à la vente annuelle de gâteaux de l'école.

## Apparitions

### Jour 3
Introduite dans la troisième saison de la série, Chloe O'Brian est une analyste « senior » à la CTU. Ses autres expériences à la CTU incluent : agent d'intelligence et Internet Protocol. Elle a étudié à l'Université de Californie-Davis, après avoir obtenu son BSc en informatique. Dans 24 heures chrono, le jeu, il est révélé qu'avant qu'elle ne vienne à la CTU de Los Angeles, elle travaillait à la CTU de Washington DC avec Chase Edmunds. Elle et Jack ont une grande relation de confiance.

### Jour 4
Chloe travaille toujours à la CAT, dont elle enfreint souvent les règles pour aider Jack Bauer. Elle est démise de ses fonctions par Erin Drisscol, mais rappelée quelques heures plus tard par Michelle Dessler. Elle est l'une des quatre, avec Tony Almeida, Michelle Dessler et David Palmer, à savoir que Jack Bauer est vivant.

### Jour 5
C'est la seule, avec Tony, qui a survécu aux attentats. Après qu'elle s'aperçoit qu'elle est suivie, elle appelle Jack et lui explique ce qui se passe : il vient l'aider. Dans cette saison, elle travaille encore beaucoup avec Jack, voit mourir Edgar devant ses yeux et travaille avec Jack Bauer, Bill Buchanan, Wayne Palmer, Martha Logan et Aaron Pierce contre Charles Logan.

### Jour 6
Elle se fait jeter par Morris, son ex-mari, et on apprend dans l'épisode 24 qu'elle est enceinte de lui.

### Jour 7
Chloe réapparaît dans le troisième épisode en même temps que Bill Buchanan pour apprendre à Jack que Tony n'est pas un terroriste et qu'il travaille avec eux. On apprend également qu'elle vit de nouveau avec Morris et qu'elle est mère d'un petit garçon prénommé Prescott. Elle aidera ensuite plus tard le FBI tout au long de la journée.

### Jour 8
Chloe travaille désormais à la nouvelle cellule antiterroriste de New York dont le directeur n'est autre que Brian Hastings à la place de Bill Buchanan, ses nouveaux collègues de travail étant Dana Walsh, Cole Ortiz et Arlo Glass. Elle dirigera la cellule quand Hastings sera obligé de démissionner